# كوينتن كوبر
كوينتن كوبر (بالإنجليزية: Quentin Cooper)‏ هو صحفي بريطاني، ولد في 1961 في غريمسبي ‏ في المملكة المتحدة.

## وصلات خارجية
- كوينتن كوبر على موقع IMDb (الإنجليزية)